# 꾸이년 빈딘 FC
꾸이년 빈딘 FC(Quy Nhon Binh Dinh Football Club) 베트남 꾸이년시 빈딘성을 연고지로 하는 베트남의 축구단으로 현재 V리그 1에 소속되어 있으며 20,000명을 수용할 수 있는 퀴논 스타디움을 홈 그라운드로 사용하고 있다.

## 선수 명단

### 현역
- 당반럼(2022 ~ )